# أبريولا
أبريولا (بالإيطالية: Abriola)‏ هي بلدية في مقاطعة بوتنسا في إقليم بازيليكاتا الإيطالي.

## السكان
في سنة 1861 بلغ عدد السكان 3٬326 نسمة، وتطور العدد ليصل في سنة 2011 لـ 1٬571 نسمة.
يظهر هذا المخطط البياني تطور النمو السكاني لـ أبريولا